# Penguin Island (Namibia)
Die Pinguininsel (englisch Penguin Island) ist ein südatlantisches Felseiland in der Lüderitzbucht in Namibia. Die Pinguininsel ist Teil der Penguin Islands und bildet zusammen mit der Shark Island die sogenannte Haifischbucht, ein natürliches Hafenbecken vor der Stadt Lüderitz.
Wie der Name es nahelegt, leben auf der Insel einige Pinguine der Art Brillenpinguin. Hauptsächlich bevölkern Südafrikanische Seebären und Möwen die Insel. 
Die Insel ist Teil des Meob-Chamais Meeresschutzgebietes.

## Galerie

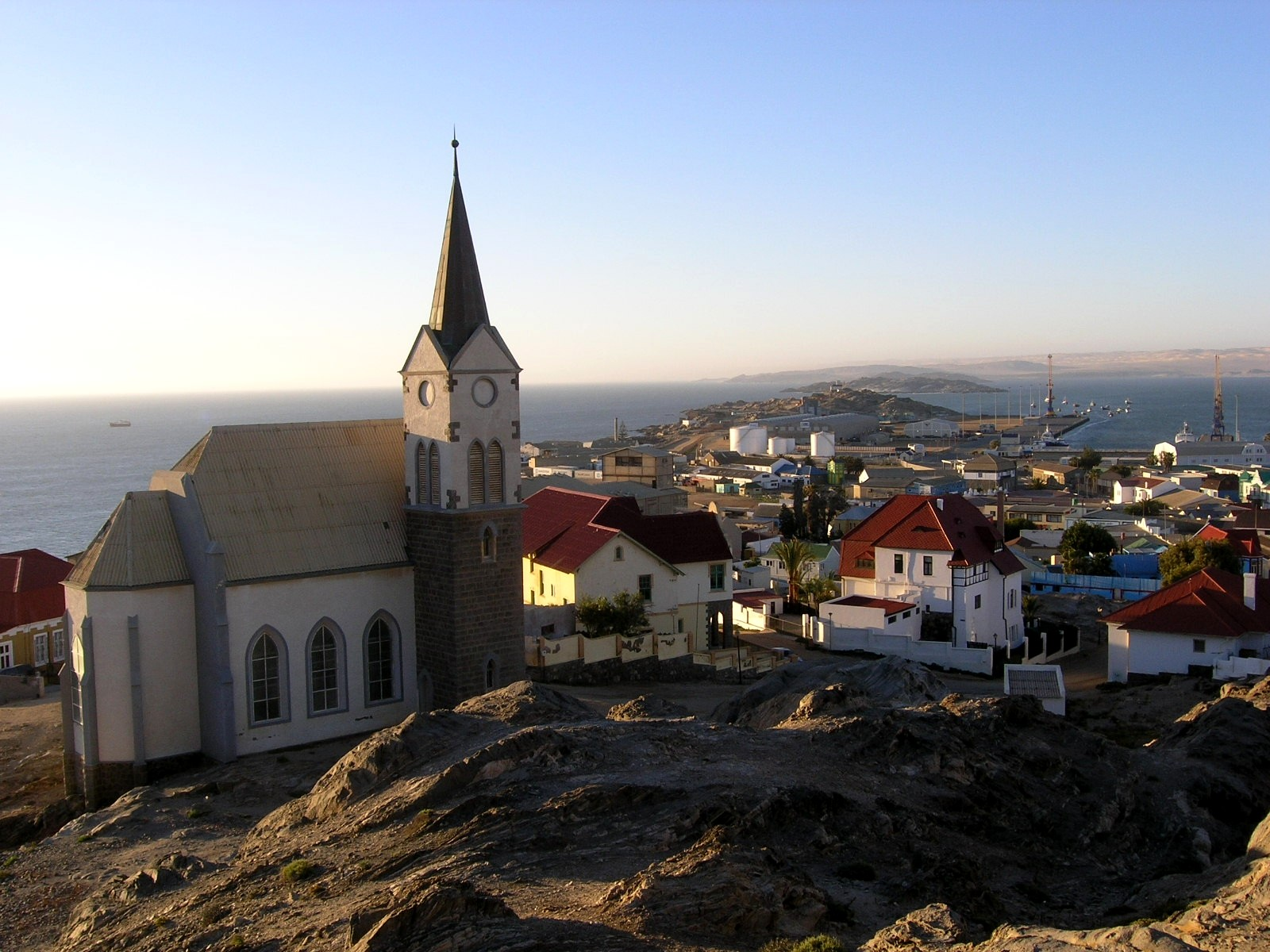
Die Felsenkirche in Lüderitz mit der Shark Island (früher Haifischinsel) und der Pinguininsel im Hintergrund
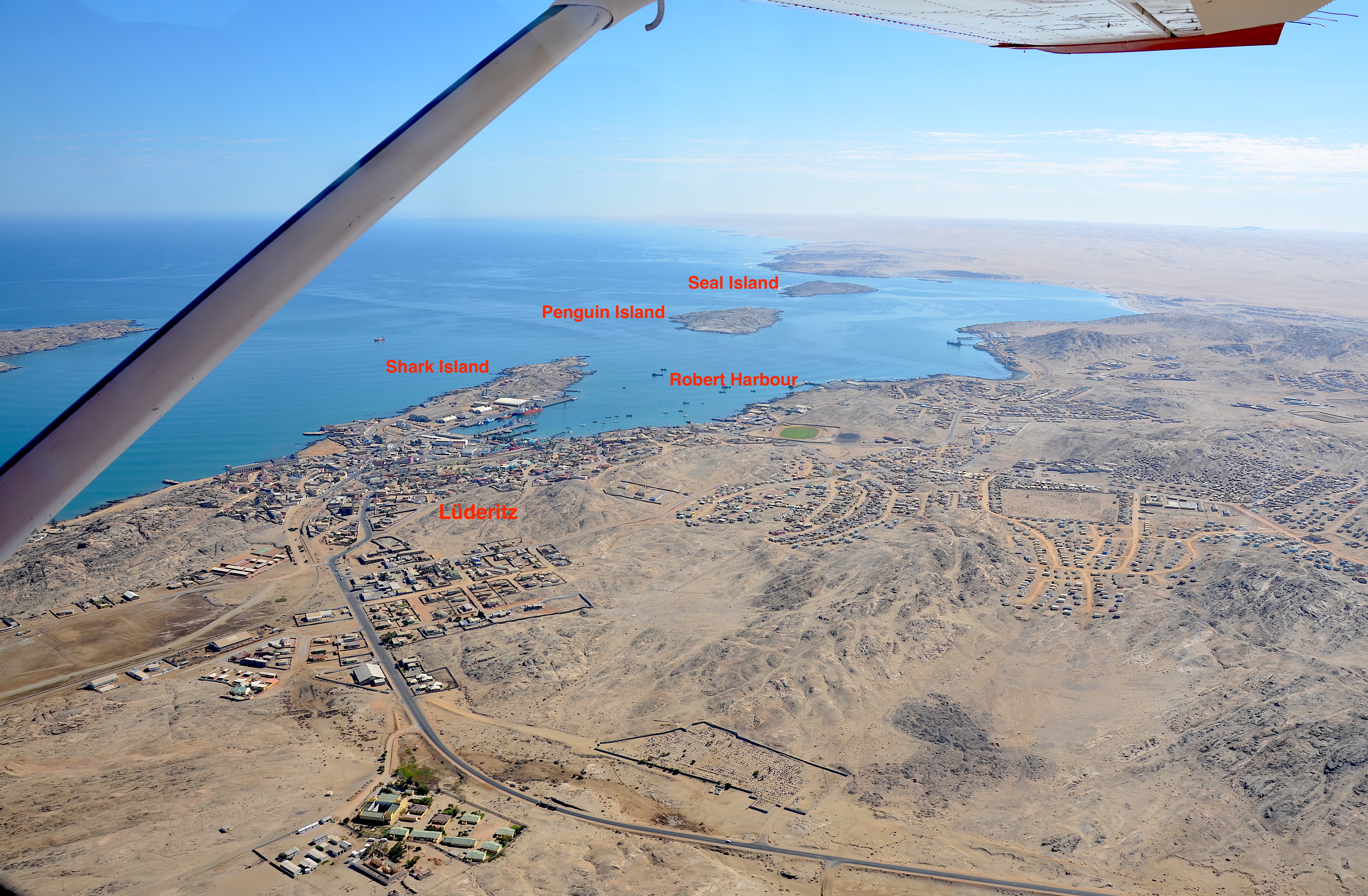
Lüderitz Robert Hafen und Inseln (2017)